# Falsomesosella bifasciata
Falsomesosella bifasciata är en skalbaggsart som beskrevs av Stefan von Breuning 1938. Falsomesosella bifasciata ingår i släktet Falsomesosella och familjen långhorningar. Inga underarter finns listade i Catalogue of Life.